# David Niaré
Pour les articles homonymes, voir Niaré (homonymie).
David Niaré (né le 27 septembre 1969 à Saintes) est un athlète français, spécialiste du 400 mètres haies.

## Biographie
Il remporte deux titres de champion de France du 400 m haies, en 1989 et 1993.

## Palmarès
- Championnats de France d'athlétisme :
  - vainqueur du 400 m haies en 1989 et 1993.

### Records
| Épreuve     | Performance | Lieu | Date |
| ----------- | ----------- | ---- | ---- |
| 400 m haies | 50 s 14     |      | 1993 |